# Крауд-сёрфинг
Крауд-сёрфинг (англ. Crowd surfing) — действие публики музыкальных концертов, при котором человека перемещают над головами других зрителей (от одного к другому), поддерживая руками чтобы он не упал. Тем самым он как-будто «плывёт» — от одной части зала в другую.

## Описание
На большинстве концертов и фестивалей «сёрфингиста» перемещают к барьеру перед сценой, где он будет снят и поставлен на ноги службой безопасности. Затем он будет отправлен обратно в задние ряды либо в конец барьера, или его могут вовсе выпроводить с концерта (в зависимости от политики безопасности). В иных случаях, на короткое время, крауд-сёрферу может быть разрешено подняться к выступающему на сцене артисту, прежде чем он «нырнёт» обратно в толпу или его сопроводят со сцены.
Обычно крауд-сёрфинг происходит в первых рядах мероприятия, где толпа достаточно плотная чтобы удерживать человека. Крауд-сёрфинг наиболее популярен на метал-, панк-, рок- и инди-концертах.
Для того, чтобы начать движение над толпой, «сёрфингиста» может поднять другой человек, запустив над головами людей, или он может прыгнуть в толпу со сцены.

## Появление
Крауд-сёрфинг появился в 1970-х годах, предположительно его придумал «крёстный отец панк-рока» Игги Поп, во время Летнего поп-фестиваля в Цинциннати.
В начале 1980-х годов исполняя на концертах композицию «Games Without Frontiers» Питер Гэбриел падал в толпу расправляя руки в виде «распятия», после чего какое-то время «сёрфил» в зале. Во время турне 1982 года музыкант делал подобное по ходу исполнения песни «Lay Your Hands on Me». На обложке его альбома Plays Live, есть фотография, на которой он делает крауд-сёрфинг.
«Игги Поп начал прыгать в толпу раньше меня, — отмечал Гэбриел в интервью Марку Блейку, но он не „сёрфил“, не ложился на руки и его не носила публика. Я подсмотрел эту идею из игры, которая проводилась на собраниях групповой терапии — вы должны были падать на спину и довериться человеку сзади, который должен был вас поймать. Мне всегда было интересно сократить разрыв между исполнителем и публикой. На шоу под открытым небом в Чикаго я плавал по рукам фанатов и они вернули меня на сцену в одних трусах. Это действие [крайд-сёрфинг] было практически на грани, и какая-то часть тебя молилась, чтобы ты вернулся на сцену целым и невредимым».
Первым официальным видео, на котором «сёрфил» Питер Гэбриел была запись концерта под названием POV 1990 года, спродюсированная Мартином Скорсезе. Когда Билли Джоэл сделал крауд-сёрфинг во время одного из концертов в Советском Союзе (A Matter of Trust: The Bridge to Russia 1987 год), его коллега по группе Кевин Дюкс описал произошедшее словами: «плюхнулся [в зрителей] словно Питер Гэбриел».

## Примеры
Участники группы Rammstein используют на своих шоу надувную лодку, чтобы запускать в ней «в плавание» одного из музыкантов.
Группа The Flaming Lips периодически использует на своих концертах зорбы, чтобы «ходить» по толпе.
В 2014 году крауд-сёрфинг был впервые зафиксирован на мероприятии связанном с классической музыкой (Bristol Proms).